# Unità di controllo elettronico (elettromeccanica)

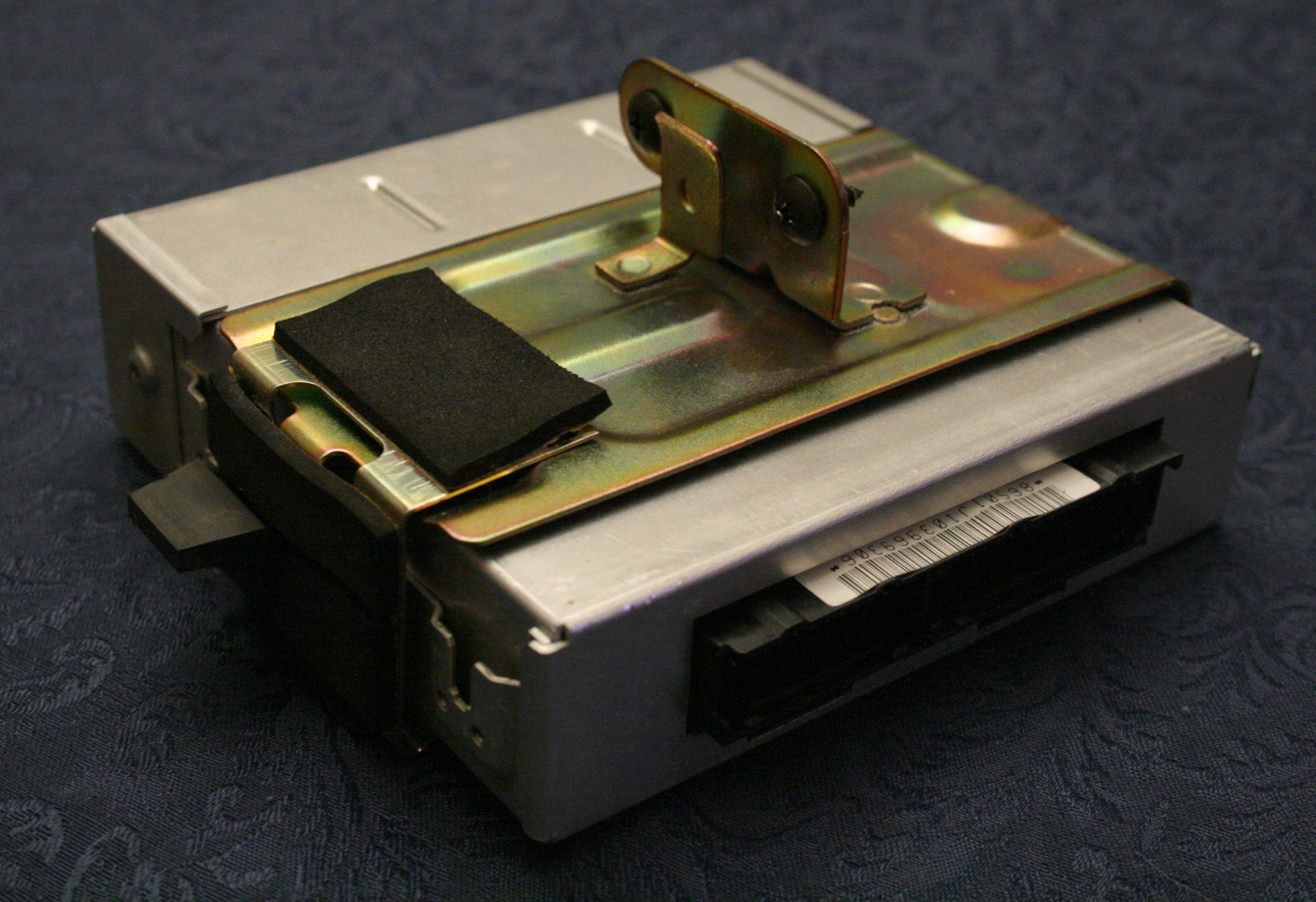
Una ECU applicata a una vettura del 1990.

Nell'elettronica applicata agli autoveicoli (ma anche ai motocicli), una unità di controllo elettronico (electronic control unit o ECU in inglese) è un sistema di controllo software cosiddetto embedded, cioè incorporato direttamente nel componente (o sottosistema) elettrico che controlla.

## ECU
Gli autoveicoli più moderni e sofisticati oggi possono avere anche 80 ECU, tra le quali:
Basate sulla sicurezza:
- Antilock Braking System - (Sistema anti bloccaggio ruote) ABS
  - Cornering Brake Control - miglioramento delle prestazioni dell'ABS in curva
- Acceleration Slip Regulation (Sistema controllo trazione) - ASR
- Electronic Stability Program (Sistema controllo stabilità) - ESP
- Motorcycle Stability Control - MSC, sistema ESP per motoveicoli[1]
- Airbag Control Unit (Sistema airbag) - ACU

Per migliorare la funzionalità e sicurezza di alcuni organi fondamentali:
- Ripartitore elettronico di frenata EBD
- Engine Control Unit (Sistema motore) - ECU
- Transmission Control Unit (Sistema di trasmissione) - TCU
- Gearbox Control Unit (Sistema cambio automatico) - GCU

Assistenti di guida ADAS (Advanced Driver Assistance Systems):
- Controllo di velocità adattivo (cruise control adattivo) ACC o (Intelligent Speed Assistance) ISA, oltre a mantenere la velocità o non superare determinati limiti di velocità, permette di limitare la velocità qualora si riduca troppo la distanza rispetto al veicolo che precede.
- Avviso di collisione frontale e posteriore, emette suoni acustici per avvisare della possibile collisisone
- Frenata automatica d'emergenza o attentofrena o City Brake Control (CBC), si attiva qualora venga previsto un urto, in modo da ridurre il più possibile la velocità in modo da evitare l'impatto o ridurne le conseguenze.
- Riconoscimento sonnolenza e soglia di attenzione o restasveglio, analizza eventuali ondeggiamenti che possono indicare una distrazione o sonnolenza del guidatore
- Mantenimento della carreggiata o guidadritto (Lane Keeping System), qualora non vengano usate le frecce direzionali e si superino le linee della corsia il sistema avvisa il guidatore

Per il controllo di sistemi accessori:
- Door Control unit (Sistema controllo porte) - DCU
- Man Machine Interface (Sistema multimediale) - MMI
- Seat Control Unit (Sistema controllo sedili) - SCU
- Climate Control Unit (Sistema climatizzazione) - CCU
- Park assistant Control Unit (Sistema parcheggio) - PCU
- Body control unit (Sistema gestione carrozzeria) - BCM o BCU
- Lighting control module (Sistema controllo luci) - LCM

Assistenti d'utilizzo:
- Hill Holder, facilita le partenze in salita mantenendo ferma la vettura per qualche secondo dopo che si è tolto il piede dal pedale del freno.
- Frenata assistita (Hydraulic Brake Assist) HBA, riconosce le frenate d'emergenza e aumenta la potenza della frenata (entro i limiti del bloccaggio).
- DualDrive, servosterzo elettrico con doppia sensibilità, il pulsante City alleggerisce il volante.
- Selettore modalità di guida (Drive Mode Selector) (DMS), sistema che in  base alla selezione permette di fare variazioni di assetto per ottimizzare la guida in determinate situazioni.
- Blocco differenziale elettronico (Electronic Locking Differential) ELD, permette di bloccare il differenziale elettronico centrale (ripartizione paritaria ai due o più assi) ed eventualmente assisterlo con il rallentamento delle ruote che girano a vuoto tramite il sistema frenante.

Una o più centraline presiedono alcuni servizi secondari quali: autoradio (impianto stereo e/o TV), connessioni USB, modulo bluetooth, navigatore con il suo modulo GPS, e simili. Spesso questi servizi sono integrati in un unico sistema, pertanto la centralina relativa è una sola.

## Peculiarità
Come tutti i sistemi basati su microcontroller, vi sono, per quanto riguarda l'aggiornamento software dei moduli, tre possibili scenari: sistema non aggiornabile, sistema aggiornabile presso il CAT, sistema aggiornabile dall'utente.
Talvolta, è possibile, che si presentino degli errori, all'interno degli stessi, da impedirne il funzionamento corretto tali da inficiarne, persino, il corretto funzionamento rispettando le normative di sicurezza in vigore: ad esempio, per un semplice guasto ad un sensore di una ruota, potrebbe impedire il corretto funzionamento della centralina del controllo di stabilità ESP o dell'ABS. Quando queste tipologie di errori, o guasti, diventano di questa gravità, essi vengono prontamente segnalati al guidatore tramite alcune spie, poste all'interno del quadro strumenti, posizionato davanti allo stesso o al volante.

## Educazione nell'uso alla guida
Il problema dei sistemi a controllo elettronico è che può portare ad un loro abuso, oltre al fatto che non sempre c'è una fase propedeutica per il loro corretto utilizzo, tutte questioni che portano ad ottenere un risultato opposto a quello desiderato (l'aumento della sicurezza), infatti a volte il guidatore tende ad agire abusando dei controlli elettronici in particolar modo quelli di sicurezza, come se essi potessero intervenire e correggere sempre la situazione, cosa che non è sempre possibile o in alcuni casi ne abusa oltre ogni limite per capire quanto si può osare.